# White Light (album de Gene Clark)
Pour les articles homonymes, voir White Light.
Albums de Gene Clark
Through the Morning
(1969) Roadmaster
(1973)
White Light est un album de Gene Clark, sorti en 1971.

## L'album
Il fait partie du livre de Robert Dimery, édité en 2006 ; 1001 albums qu'il faut avoir écoutés dans sa vie. 

### Titres
Tous les titres sont de Gene Clark, sauf mentions. 
1. The Virgin (3:40)
2. With Tomorrow (Clark, Jesse Ed Davis) (2:27)
3. White Light (3:41)
4. Because of You (4:06)
5. One in a Hundred (3:36)
6. For a Spanish Guitar (5:00)
7. Where My Love Lies Asleep (4:23)
8. Tears of Rage (Bob Dylan, Richard Manuel) (4:15)
9. 1975 (3:49)

### Musiciens
- Gene Clark : voix, guitare acoustique
- Jesse Ed Davis : guitare électrique
- Chris Ethridge : basse
- Gary Mallaber : batterie
- Mike Utley : orgue
- Ben Sidran : piano